# هندسة الاتصالات
هندسة الاتصالات هي الهندسة التي تتعلق بكل مواضيع الاتصالات الرقمية والتناظرية. وهي تشمل ضمن طياتها الإشارات الكهربائية والكهرومغناطيسية وطرق انتقالها ومعالجتها.
ويتكون نظام الاتصال عادة من :
- المرسل : هو الوحدة التي تقوم بأخذ المعلومات وتحضيرها لترسل عبر القناة، وهنا يحدث التضمين (modulation).
- القناة : وهو الوسط الذي تنتقل فيه الإشارات والمعلوماتية (مثل الجو في حالة الإذاعة).
- المستقبل : وهو وحدة الاستقبال للإشارات، وفيها تتم إزالة المعالجة للإشارات وإظهارها بشكل معلومات من جديد.

## الاتصالات ومجالات الهندسة
تتداخل هندسة الاتصالات في الهندسة مع فروع عديدة أبرزها هندسة الإلكترونيات ويمتد نطاق هذا المجال من تصميم الدوائر الأساسية إلى التطورات الإستراتيجية الشاملة..
مهندس الاتصالات هو المسؤول عن تصميم معدات الاتصالات السلكية واللاسلكية والمرافق والإشراف على تركيبها، مثل مجمع نظم التحويل الإلكتروني، ومرافق الهاتف النحاسية والألياف البصرية. هندسة الاتصالات تتداخل أيضا بشكل كبير مع الهندسة الإذاعية.
الاتصالات السلكية واللاسلكية هي مجال هندسي متنوع يشمل الهندسة الالكترونية والمدنية والهيكلية، والهندسة الكهربائية فضلا عن كونها سفيرا سياسيا واجتماعيا، وتشمل قليلا من المحاسبة والكثير من إدارة المشروعات. لذا جوهريا مهندسو الاتصالات مسئولون عن توفير الطريقة المناسبة للعملاء للحصول على خدمات الهاتف والانترنت.
يستخدم مهندسو الاتصالات مجموعة متنوعة من وسائل الإعلام والمعدات اللازمة المتاحة من العديد من الشركات المصنعة لتصميم البنية التحتية لشبكة الاتصالات.
المواد الأكثر شيوعا، وغالبا ما يشار إليها بكونها أساس في صناعة الاتصالات، وتستخدم من قبل شركات الاتصالات السلكية واللاسلكية اليوم هي النحاس والكابلات المحورية والألياف والراديو.
غالبا ما يتوقع من مهندسي الاتصالات، مثل معظم المهندسين، تقديم أفضل الحلول الممكنة لأدنى تكلفة للشركة.
.وهذا يؤدي في كثير من الأحيان إلى حلول للمشاكل التي غالبا ما كانت تصمم بشكل مختلف دون قيود الميزانية التي يمليها المجتمع الحديث.
في الأيام السابقة من صناعة الاتصالات كميات هائلة من الكابلات التي تم صناعتها لم تستخدم أو قد حلت محلها التكنولوجيا الحديثة مثل كابلات الألياف البصرية. والتقنيات الرقمية المتنوعة.
مهندسو الاتصالات مسؤولون أيضا عن حفظ سجلات معدات وأجهزة الشركات وتعيين رموز المحاسبة المناسبة لأغراض الضرائب والصيانة.
كما أن مهندسي الاتصالات مسؤولون عن الميزانية والإشراف على المشاريع وحفظ سجلات المرافق والمعدات إضافة على ذلك فان مهمة مهندس الاتصالات ليست فقط كمهندس لكن كمساعد محاسبة أو مسئول عن الحسابات (إن لم يكن محاسبا)، وكذلك مدير المشروع.

## مهندس معدات الاتصالات
مهندس معدات الاتصالات هو مهندس إلكترونيات، يصمم المعدات مثل أجهزة التوجيه والمحولات وأجهزة الإرسال، وغيرها من المعدات المتخصصة في الكمبيوتر والالكترونيات المصممة لاستخدامها في البنية التحتية لشبكة الاتصالات السلكية واللاسلكية.

## مهندس سنترال مركزية الهاتفى
مهندس الاتصالات المركزي مسئول عن تصميم والإشراف على تنفيذ معدات الاتصالات السلكية واللاسلكية في السنترال المركزي، (كما يشار إليه على أنه تبادل الاتصال أو مركز تجمع الأسلاك).
مهندس الاتصالات المركزي هو المسؤول عن دمج التقنيات الحديثة في الشبكة القائمة، وتعيين مواقع المعدات في مركزتجمع الأسلاك، وتوفير معدات الطاقة، وضبط وتنبيه وسائل الرصد والتقنيات الرقمية في المعدات الجديدة ما لم تكن هناك المتاحة حاليا بما يكفي لدعم ييسر تركيب المعدات الجديدة.
وأخيرا، فإن المهندس المركزي هو المسؤول عن تصميم كيفية توزيع كميات هائلة من الكابلات إلى مختلف المعدات وإطارات الأسلاك في جميع أنحاء السنترال المركزي، والإشراف على التركيب وتحضير جميع المعدات الجديدة اللازمة.
كحال مهندسي الإنشاء فإن مهندسي الاتصالات المركزيين مسئولون عن التصميم الانشائى والتنسيب من الإجهادات للمعدات الكهربائية اللازمة وتركيبها فضلا عن وضعها على محطة الكهرباء الموجودة بالسنترال..
أيضا كحال مهندسي الكهرباء فإن مهندسي الاتصالات المركزيين مسئولون عن تصميم المقاومة والسعة والحث (RCL) لكل محطة طاقةجديدة لضمان الخدمة الهاتفية واضحة ونقية ونظيفة فضلا عن موثوقية خدمة البيانات.
التوهين والحسابات الدقيقة مطلوبة لتحديد طول ومقاس الكابل المطلوب لتقديم الخدمة المطلوبة.
وبالإضافة إلى ذلك، متطلبات الطاقة يجب أن تكون محسوبة ومدروسة لإمداد أي معدات الكترونية موضوعة في السنترال المركزي.
وعموما، شهد مهندسو الاتصالات المركزيين تحديات جديدة ناشئة في مجال الاتصالات المركزية.
فمع ظهور مراكز البيانات،مرافق بروتوكول الإنترنت ومواقع الراديو الخلوية، وغيرها من بيئات المعدات التكنولوجية الناشئة ضمن شبكات الاتصالات، فإنه من المهم أن يتم تنفيذ مجموعة متسقة من الممارسات أو المتطلبات المعترف بها قانونيا.
قد ترتبط هذه الخدمات مع تركيب معدات جديدة أو موسعة، فضلا عن نقل المعدات الموجودة.
يجب النظر في عدة عوامل أخرى مثل :
- اللوائح والسلامة في التثبيت.
- إزالة المواد الخطرة.
- الأدوات التي تستخدم عادة لتنفيذ تركيب ونقل المعدات.

## مهندس الاتصالات (الوصف الوظيفي)
إنّ مهندسي الاتصالات يعملون في العديد من الصناعات، بما فيها الإنترنت وتكنولوجيا التشبيك والشبكات الحاسوبية والرّاديو والبث الإذاعي، بعض المهندسين يركزون اهتمامهم على معرفة تطبيق التقنيات، بينما يركز البعض الآخر على الأنشطة الإدارية، وهناك وظائف عديدة تشمل عناصر في كل من الإدارة والتقنية معا.
الجانب التقني يتضمّن استخدام المعرفة المتخصصة في تصميم وتقديم الحلول، فضلا عن تقديم التوجيهي التقني للموظفين داخل المؤسسة التي يعملون فيها.
الجانب الإداري ينطوي على التخطيط وإدارة المشاريع، وضمان تسليمها في وقتها المحدد، في حدود الميزانية وضمن عوامل الجودة المتفق عليها.